# 마이아 레피코
마이아 레피코(Maia Reficco, 2000년 7월 14일 ~ )는 미국의 배우, 가수이다.